# ایگور وولک
ایگور وُلک (به روسی: Igor Petrovich Volk) فضانورد اهل اتحاد شوروی بود که در ۱۲ آوریل ۱۹۳۷ در زمیئیف زاده شد. وی در مأموریت سایوز تی-۱۲ حضور داشت.